# Sallieu Bundu
Sallieu Bundu (ur. 1 stycznia 1984 w Bo) – sierraleoński piłkarz grający na pozycji napastnika. W reprezentacji Sierra Leone zadebiutował w 2008 roku. Rozegrał w niej jedno spotkanie.